# Mississauga Icedogs
Mississauga Icedogs, stiliserat som Mississauga IceDogs, var ett kanadensiskt proffsjuniorishockeylag som spelade i Ontario Hockey League (OHL) mellan 1998 och 2007. 2006 blev laget uppköpta av affärsmannen Eugene Melnyk, som äger Ottawa Senators i NHL sedan 2003. 2007 sålde Melnyk Icedogs och laget flyttades till St. Catharines för att vara Niagara Icedogs.
Laget spelade sina hemmamatcher i inomhusarenan Hershey Centre, som har en publikkapacitet på 5 420 åskådare, i Mississauga i Ontario. Icedogs vann varken Memorial Cup eller J. Ross Robertson Cup, som är trofén som ges till det vinnande laget av OHL:s slutspel.
De fostrade spelare som bland andra Cody Bass, Daniel Carcillo, Dustin Jeffrey, Brian McGrattan, Patrick O'Sullivan, Oskar Osala, Alex Pietrangelo, Kyle Quincey, Rob Schremp och Jason Spezza.